# Oranje blaaskaakje
Het oranje blaaskaakje (Myopa vicaria) is een vlieg uit de familie van de blaaskopvliegen (Conopidae). De wetenschappelijke naam van de soort is voor het eerst geldig gepubliceerd in 1849 door Francis Walker.